# Liggett Myers Open
Liggett Myers Open var en golfturnering på PGA-touren. Den spelades 1972 och 1973 i samarbete med U.S. Professional Match Play Championship. Turneringen sponsrades av Liggett & Myers Tobacco Company.

## Turneringens värdar
- 1973 MacGregor Downs Country Club in Cary, North Carolina
- 1972 Country Club of North Carolina in Pinehurst, North Carolina

## Vinnare
- 1973 Bert Greene
- 1972 Lou Graham